# 내민
내민(來敏, ? ~ ?)은 중국 후한 말 ~ 삼국 시대 촉나라의 정치인으로 자는 경달(敬達)이며 형주 남양군 신야현(新野縣) 사람이다. 후한의 개국공신 내흡의 후손이며, 사공 내염의 아들이다.

## 생애

### 초반
후한 말, 큰 혼란을 만나 내민은 누이를 따라 형주로 도망쳤다. 매부 황완은 유장의 할머니의 조카였으므로, 유장은 사람을 보내 황완의 처를 맞이하도록 했다. 내민은 그래서 누이와 함께 촉군으로 들어갔다.

### 유장의 신하 시절
촉에 들어간 이후, 유장의 빈객(賓客)으로 있었다. 책을 많이 읽었으며 훈고에 뛰어났다.

### 유비의 신하가 된 후
유비의 신하가 된 후, 전학교위(典學校尉)에 발탁되고, 태자가령(太子家令)을 지냈다.
유선 때 광록대부(光祿大夫)에 올랐다.
후에 호분중랑장(虎賁中郞將)과 집신장군(執愼將軍) 등을 역임했다.
244년, 위나라의 실권자 조상이 이끄는 군대가 한중을 침공하여 흥세산(興勢山)에 주둔하려고 하자, 유선은 비의에게 부절을 주어 위나라 군대와 싸우고 있는 왕평을 도와 위군을 막도록 했다.
그런데 도중에 광록대부 내민이 비의가 있는 곳에 와서 바둑을 두자고 청했다. 이때 긴급문서가 도착해 병사와 말은 무장해 있었고, 수레와 말을 정비하는 일이 끝났지만 비의와 내민은 대국에 열중하여 피곤한 기색이 없었다.
그때 내민이 말했다.
"잠시 그대를 시험해 보았을 뿐입니다, 그대는 진정 적임자입니다. 반드시 적을 무찌를 수 있을 것입니다."
내민의 말대로 비의는 마침 후퇴하고 있는 적을 공격하여 적은 뿔뿔이 흩어져 도망가기에 바빴다.
경요 연간에 죽으니, 향년 97세였다.

## 같이 보기
- 삼국지 인물 목록